# فانتوتزی
فانتوتزی (به ایتالیایی: Fantozzi) یک فیلم به کارگردانی لوچانو سالچه است که در سال ۱۹۷۵ منتشر شد. از بازیگران آن می‌توان به پائولو ویلاجیو، جوزپه آناترلی و اومبرتو دورسی اشاره کرد.